# ブエナ・ビスタ・ソシアル・クラブ (映画)
『ブエナ・ビスタ・ソシアル・クラブ』（英: Buena Vista Social Club）は、ライ・クーダーとキューバの老ミュージシャン達（ブエナ・ビスタ・ソシアル・クラブ）との演奏を中心に、彼らの来歴、キューバの日常を描いたキューバ音楽ドキュメンタリー映画。
1999年ドイツ、アメリカ合衆国、フランス、キューバ作品。上映時間105分。第72回アカデミー賞では長編ドキュメンタリー映画賞にノミネートされ、世界で20以上の賞に選ばれた。

## 概要
ライ・クーダーがプロデュースした同名のアルバム『ブエナ・ビスタ・ソシアル・クラブ』が制作の元となった。このアルバムは大ヒットすると同時に、キューバ国外にほとんど知られていなかった、隠れた老ミュージシャンに再びスポットライトを浴びさせた。ライ・クーダーの友人であり、『パリ、テキサス』・『ベルリン・天使の詩』で知られるヴィム・ヴェンダースが監督している。
それまで知られていなかったキューバの老ミュージシャン一人一人の来歴、演奏・収録シーン、キューバの光景を織り交ぜたドキュメンタリー映画となっている。ストーリー性はない。アムステルダム公演のシーンに始まり、カーネギーホール公演のシーンで終わるが、それ以外はほとんどキューバでの撮影・収録である。
2017年には続編となる『ブエナ・ビスタ・ソシアル・クラブ★アディオス』（ルーシー・ウォーカー監督）が公開された。
日本では、2021年11月より「ヴィム・ヴェンダース レトロスペクティブ」として劇場公開された。

## スタッフ
- 制作：ヴィム・ヴェンダース
- 監督：ヴィム・ヴェンダース
- A&Rコンサルタント…ファン・デ・マルコス・ゴンザレス

## 出演者
- ブエナ・ビスタ・ソシアル・クラブのメンバー
- ライ・クーダー

## 受賞
- 第53回エディンバラ国際映画祭 観客賞
- 第5回クリティクス・チョイス・アワード ドキュメンタリー映画賞